# Hélène Carrère d'Encausse
Hélène Carrère d'Encausse, född Zourabichvili den 6 juli 1929 i Paris, död 5 augusti 2023 i Paris, var en fransk historiker med Ryssland som specialitet. Hon satt i Franska akademien sedan 1990, från 1999 fram till sin död som dess ständiga sekreterare. Mellan 1994 och 1999 var hon även europaparlamentariker.  
Efter studier i historia och statsvetenskap undervisade hon vid Sorbonne och Institut d'études politiques de Paris. År 1978 fick hon Aujourd'hui-priset för sin bok L'Empire éclaté, där hon förutspår Sovjetunionens fall. Hon blev invald i Franska akademien 1990 och var dess ständiga sekreterare sedan 1999. Hon satt i Europaparlamentet åren 1994 till 1999 för Jacques Chiracs parti Samling för Republiken.
Carrère tillhör den georgiska släkten Zourabichvili som utvandrade i samband med ryska revolutionen och blev framträdande inom det franska etablissemanget. Hon var dotter till författaren Georges Zourabichvili och syster till tonsättaren Nicolas Zourabichvili. Hon var mor till författaren och filmregissören Emmanuel Carrère.

## Utmärkelser
- Prix Aujourd'hui,  1978
- Kommendör av Arts et Lettres-orden,  17 februari 1996[16]
- Prix des Ambassadeurs,  1997
- Kommendör av Monacos kulturförtjänstorden,  18 november 1999[17]
- Prix du nouveau cercle de l'Union,  2000
- Hedersdoktor vid Lavaluniversitetet,  2005[18]
- Lomonosov-guldmedaljen,  2008
- Ärans orden,  16 oktober 2009[19]
- Kommendör med stjärna av Republiken Polens förtjänstorden,  14 november 2011[20]
- Storkors av Hederslegionen,  31 december 2011[21]
- Hedersdoktor vid Université Saint-Joseph,  17 juni 2016[22]
- Hedersdoktor vid Sofias universitet,  19 mars 2019[23]
- Prinsessan av Asturiens pris i socialvetenskap,  2023[24]
- Hedersdoktor vid Université de Montréal
- Hedersdoktor vid Université catholique de Louvain
- Ryska vänskapsorden
- Kommendör av Leopoldsorden
- Officer av Nationalförtjänstorden
- Kommendör av Södra korsets orden
- Hedersdoktor vid HEC Paris

[Redigera Wikidata]